# ماريان بور إل
ماريان بويكان بور إل (من مواليد 29 أبريل/ نيسان من عام 1982- وتوفّيت في 10 يناير/ كانون الثاني 2009) هي عالمة رياضيات أمريكية قامت بعمل رائد في مجال التحليل الحسابي.

## الحياة المبكّرة والتعليم
ولدت ماريان بويكان في عام 1928 في مدينة نيويورك، لوالدين هما طبيب الأسنان جوزيف بويكان، وزوجته ماتيلدا ماتي ني كاسبي فنّيّة مختبر سابقة وربّة منزل. مارست بويكان رقص الباليه في دار أوبرا متروبوليتان، وهو ما كان له أثر كبير على حياتها اللاحقة حيث أصبحت في كثير من الأحيان تشعر بالراحة عند التحدّث أمام جماهير كبيرة مقارنة بالمجموعات الصغيرة. وعلى الرغم من رغبتها بالالتحاق بثانوية برونكس للعلوم، إلّا أّنها كانت في ذلك الوقت ثانويّة للذكور فقط، لذا فقد التحقت بثانويّة هانتر كوليج للبنات بدلاً من ذلك.
لم يكن والدا ماريان على استعداد لدفع الرسوم الدراسيّة التي تسمح لها بالالتحاق بكلّيّةٍ خاصة، الأمر الذي أدّى بها للالتحاق بكلّيّة هانتر، وهي كلّيّة محلّيّة غير مكلفة تهدف في المقام الأول إلى تدريب معلّمي المدارس ، حصلت في عام 1949 على درجة البكالوريوس في الفيزياء كما أنّها أكملت دورات تدريبيّة في الرياضيات كافية لتصنيفه كتخصّص ثانٍ لها، ولكن، على أيّة حال، لم يُسمح لها بالحصول على تخصّصين رئيسيّين بموجب قواعد كلّيّة هانتر.
قُبلت ماريان بور إل في برنامج الدراسات العليا بالرياضيّات في جامعة هارفارد، بدعم كامل، كونها المرأة الوحيدة في البرنامج. حصلت في عام 1951 على درجة الماجستير، وفي عام 1958 حصلت على درجة الدكتوراه في المنطق الرياضي . كانت بور إل معزولة للغاية في جامعة هارفارد، ووحيدة، ولم يكن لديها إلّا عدد محدود من الأصدقاء، فم يحبذ الطلاب الآخرون الجلوس بجانبها في فصولها الدراسيّة. كانت أقرب دورة مياه للصفوف الدراسية التي ارتادتها ماريان تقع في مبنى مختلف، وكان أحد المباني القليلة التي تحتوي على مكيّفات في فصل الصيف محظورًا على النساء، حتّى عندما تمّ تعيينها كمدرّبة لصفّ تدريسي في ذلك البناء. أمضت بور إل خمس سنوات من وقتها كطالبة زائرة في جامعة كاليفورنيا، وذلك نظرًا لعدم وجود أخصّائيين في المنطق الرياضيّ في جامعة كاليفورنيا بركلي في ذلك الوقت، حملت أطروحة الدكتوراه الخاصّة بماريان عنوان«وظائف محوسبة».

## الحياة المهنيّة
التحقت بور إل بعد حصولها على درجة الدكتوراه، بكلّيّة الرياضيات في جامعة ولاية بنسلفانيا. تُبّتت في عملها هناك في عام 1962. وعملت مع كورت جودل خلال بعثة امتدّت من عام 1962 حتّى عام 1964 في معهد الدراسات المتقدمة. 
انتقلت في عام 1964 إلى جامعة مينيسوتا، وتمّت ترقيتها هناك إلى مرتبة أستاذ في عام 1968. بقيت في هذه الجامعة حتّى تقاعدها في عام 2000 باستثناء سنة واحدة –من 1969 حتّى 1970- قضتها كأستاذ زائرٍ في جامعة بريستول. كان من بين الطلّاب الذين أشرفت بور إل على أطروحة الدكتوراه الخاصّة بهم في جامعة مينيسوتا، كلّ من جيل زيمرمان (الذي حصل على درجة الدكتوراه في عام 1990) وجيمس م. بيل أستاذ الرياضيّات وعلوم الكمبيوتر في كلية غوتش.

## مساهمات
اهتمّت بور إل في بداية عملها بالنظريّة العوديّة، وشاركها في عملها كلّ من  ويليام الفين هووارد[H] ، وسول كريبكي [K]، ودونالد أي مارتن[M]، وهيلاري بوتنام. [P] درست في كتاب له نُشر في عام 1974، نظائر العوديّة للحواسيب التماثليّة. أثبتت بور إيل بصياغتها لهذه المسألة، أنّ الوظائف التي يمكن حسابها بواسطة هذه الحواسيب هي نفس الوظائف التي تحدّد الحلول للمعادلات التفاضليّة الجبريّة. [2][A] أصبحت هذه النتيجة -التي تعتبر تنقيحا لعمل كلود شانون- معروفة باسم فرضيّة شانون بور.
بدأت بور إل في أواخر سبعينيّأت القرن العشرين العملَ على التحليل المحوسب. كانت النتيجة «الأكثر شهرة وإثارة للدهشة» التي وصلت إليها بالتعاون مع زميلها بجامعة مينيسوتا جيه. إيان ريتشاردز هي تبيان أنّ تحديد سلوك المعادلة الموجيّة من أجل بعض الشروط الابتدائيّة المُحوسبة، هي معضلة غير قابلة للقرار.[W][W] استخدم روجر بينروز هذه النتيجة لاحقاً في كتابه «عقل الإمبراطور الجديد» كحالة تجريبيّة لأطروحة تشرش-تورينغ، ولكنّه خلص إلى أنّ انعدام سلاسة الشروط الأوليّة يجعل من استخدام الجهاز الحاسوبيّ لهذه الظاهرة لتجاوز حدود الحوسبة التقليديّة أمراً مستبعداً. استخدم فريمان دايسون النتيجة ذاتها ليناقش تفوّق التطوّر التناظري على أشكال الحياة الرقميّة.
ساهمت بور إل –بالتعاون مع ريتشاردز- بتأليف كتاب «الحوسبة في التحليل والفيزياء».

## التقدير
انتُخبت بور إل في عام 1975 لتُضاف إلى قائمة قاعة الشرف الخاصّة بكلّيّة هانتر، وانتخبت أيضاً في عام 1983 كزميلٍ في الجمعيّة الأمريكيّة لتقدّم العلوم. عُقِدت في عام 1993 ندوة على شرف بور إل في اليابان.

## الحياة الشخصيّة
قابلت بور إل زوجها الكيميائيّ الحيويّ الإسرائيليّ أكيفا بور إل عندما كانت طالبةً في بيركيلي. رزقوا بابنة واحدة، وأسمَوها إينا. تبع أكيفا بور إل زوجته إلى ولاية بينسلفانيا بعد حصوله على درجة الدكتوراه بعام واحد، وتبعها لاحقاً مرّة أخرى عندما انتقلت إلى مينيسوتا. عاش الزوجان منفصلين عن بعضهم البعضم لعدّة فترات طويلة، كانت أبرزها بين عامي 1969 و 1975، وذلك عندما درّس زوجها في إلينوي، كتبت بور إل في عام 1981 مقالة تحدّثت فيها عن كيفيةّ استفادتها من عيش علاقة بعيدة المدى. 
شقيق بور إل هو الملحّن الموسيقيّ مارتن بويكان.[S]